# アンディ・ドネガン
アンディ・ドネガン（Andy Donegan, 1995年3月2日- ）は、アルゼンチンのシンガーソングライター、作詞家。

## ディスコグラフィー

### その他
- Near (EP) (2018年)
- Estigma (EP) (2019年)